# Slamming (fraude)
Pour les articles homonymes, voir Slamming.
Le slamming est, à l'origine, une pratique peu scrupuleuse qui consiste à inciter les propriétaires de noms de domaine à renouveler leur abonnement chez un autre registrar sous peine de suppression. De façon plus générale, le slamming est un terme désignant une variété de pratiques illicites fondées sur la tromperie et visant à obtenir d'un titulaire de nom(s) de domaine ou de marque(s) une souscription à des services non sollicités en relation avec sa présence sur internet.
Domain Registry of America (en) (DROA) est le nom du registrar le plus souvent cité. DROA repère les noms de domaine proches de l'expiration en consultant des informations WHOIS. Un courrier postal est alors envoyé et s'apparente à une facture ordinaire. Le renouvellement du nom de domaine est proposé pour une ou plusieurs années à un tarif coûteux. En réglant la facture, la personne transfère la gestion de son nom de domaine à ce nouveau registrar sans aucune garantie de renouvellement.
Les premières victimes furent les clients d'AT&T aux États-Unis en 1984.

## Par extension

### Accès à internet à haut débit
Cette pratique arrive en France durant les années 2000.
Par extension, c'est la pratique peu scrupuleuse (traduite par l'expression française « écrasement à tort ») qui consiste pour un fournisseur d'accès à Internet (ou plus souvent son sous-traitant effectuant du démarchage commercial) à s'approprier l'abonnement téléphonique ou l'abonnement triple play auprès de l'opérateur historique, en usurpant le consentement de l'abonné. 
À la suite d'une conversation entre un client d'un fournisseur A et un télévendeur ou un démarcheur d'un fournisseur B, même si le client refuse catégoriquement l'offre, le fournisseur B donne l'ordre à l'opérateur historique (propriétaire de la ligne téléphonique) de transférer le client sur son réseau.
Le client ne se rend compte du problème que lorsqu'il reçoit la facture du fournisseur B, alors même qu'il est toujours abonné au fournisseur A, et qu'il continue à en recevoir les factures.
Dans le cas d'une ligne téléphonique passée en dégroupage total, la coupure soudaine de la connexion ADSL et de la ligne téléphonique en sont les symptômes les plus caractéristiques.
En France, afin de diminuer le nombre de slammings non accidentels, les FAI signent en 2008 une convention d'indemnisation, à l'initiative de l'ARCEP.

### Énergie
En 2012, en France Que choisir rapporte qu'il existe des cas de slamming entre opérateurs d'électricité. Ceci est rendu possible à la suite de la déréglementation de l'énergie (cf. privatisations en France).